# Hiroshige III

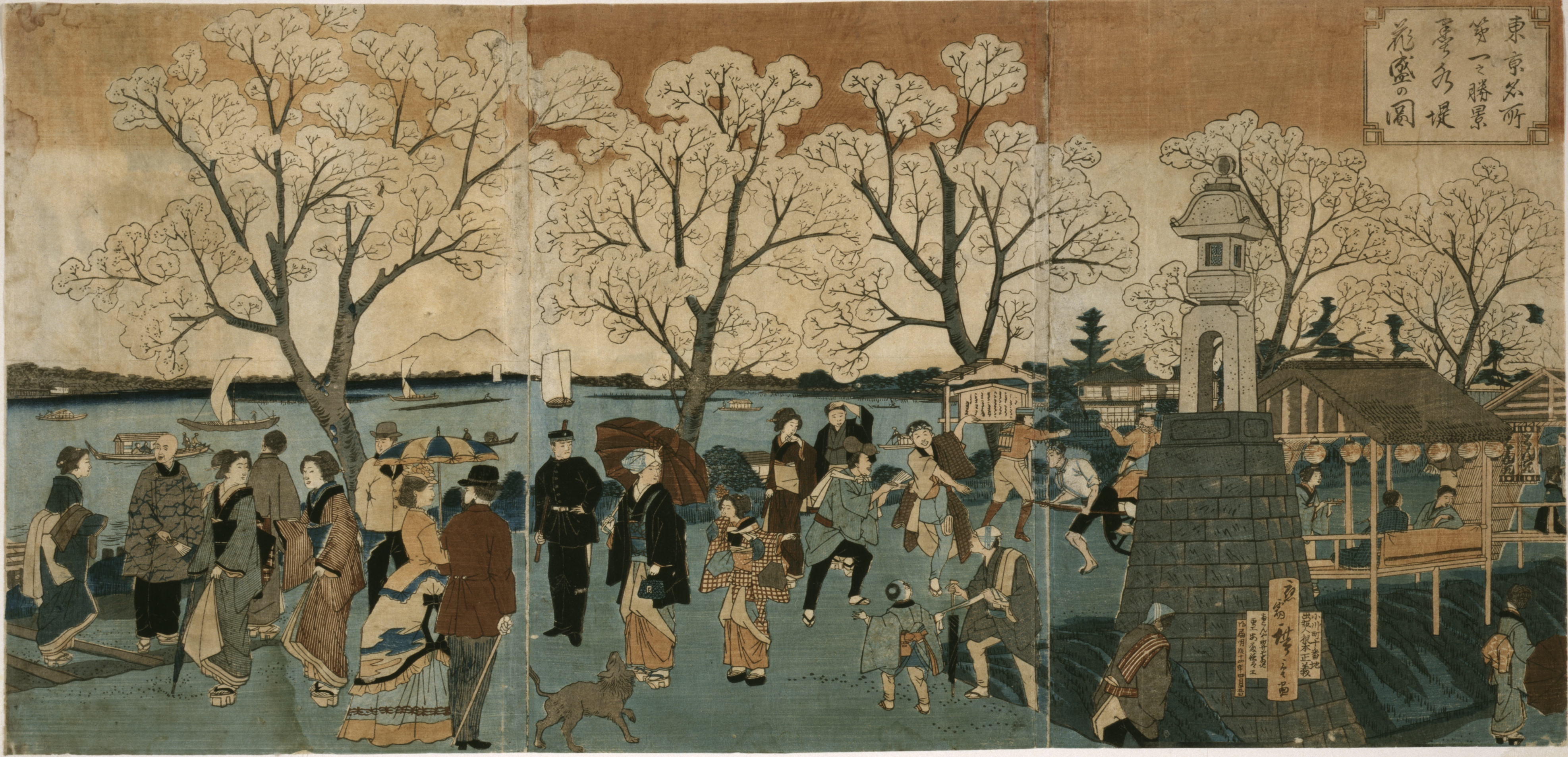
Tríptico retratando a sociedade japonesa e povos estrangeiros a andar à beira do rio Sumida entre cerejeiras floridas, por Hiroshige III.

Utagawa Hiroshige III (三代目 歌川 広重, 1842 ou 1843 – 1894) foi um artista japonês de ukiyo-e e pupilo de Utagawa Hiroshige. Em parte de sua carreira, também ficou conhecido pelo nome Andō Tokubei (安藤徳兵), embora tenha nascido como Gotō Torakichi (後藤寅吉). Em 1867, após Hiroshige II, um colega também pupilo do Hiroshige original, ter se divorciado da filha do mestre, Otatsu, Gotō casou com ela casou e inicialmente também adotou o nome Hiroshige II. Em 1869, porém, modificou-o para Hiroshige III. Utagawa produzia peças no mesmo estilo de seu mestre, sobretudo paisagens urbanas e cenários líricos.